# Ys IV: The Dawn of Ys
Ys IV: The Dawn of Ys (イースIV) est un jeu vidéo de type action-RPG développé et édité par Hudson Soft, sorti en 1993 sur PC-Engine.
Ce jeu est distinct de Ys IV: Mask of the Sun sorti sur Super Famicom la même année.